# 大离浦屿
大离浦屿为同安湾南部的一座无居民海岛，位于厦门岛北侧，距厦门岛约970米，属中华人民共和国福建省厦门市湖里区管辖。岛屿呈不规则长条状，近东西走向，长约280米，宽约90米，面积约0.0182平方千米，海岸线长约700米，最大高程约16.8米。

## 名字来源
大离浦屿与附近的小离浦屿（现已消失）的命名都与“薛浦”这一地名相关。“薛浦”是旧时厦门岛北部沿海地带的统称，因薛令之后裔在此处开垦而得名；而“离浦屿”意指“离开薛浦的岛屿”。因东侧岛屿的面积较西侧为大，所以被命名为大离浦屿。
大离浦屿的旧名包括大离亩屿、大离埔屿、大离亩岛、二亩屿、二离亩屿等。据当地渔民称，他们习惯将大离浦屿与附近的小离浦屿成为“大姆”与“二姆”，意为“大老婆”、“二老婆”。后来小离浦屿逐渐消失，人民便将这两座岛合称为“大二姆”，而由于“二”的闽南语发音与“离”相近，所以就有“大离亩”的称呼。

## 自然地理
大离浦屿的地貌为中生代火山岩构成的海蚀台地，其东西两侧为基岩海岸，中南部为海拔最高点，南面为人工堆积沙滩，至低潮带，东西两面为泥滩，局部有礁岩。
大离浦屿的整体植被覆盖率高于90%，其主要由相思树林构成。此外岛上还有茵陈蒿、白茅、龙舌兰以及人工种植的剑麻。大离亩屿的郁闭度高于0.9，这也意味着岛上大部分区域都难以受到阳光的直射。

## 建筑设施
大离浦屿上有一口淡水井，此外在西南山腰处的小平地上有一座小石屋，居住过同安区丙洲屿的3个居民。大离浦屿现已被厦门高崎国际机场征用为海上救护基地，此外岛屿的南北两面亦被中国船舶集团有限公司第七二五研究所厦门材料研究院建设为实验基地（即厦门海水环境试验站的试验区），并建有两栋红顶砖混结构建筑、一个实验用海水池、一个吊挂板池与一座码头。

## 产业
大离浦屿的东南水域近岸有一个长条形泥滩，曾养殖牡蛎十万余堆。

## 开发保护
大离浦屿的岩体曾被人为开采过，致使其土层、植被向海岸崩塌。
2003年6月，厦门大学在大离浦屿上建立学校训练基地，以便让学生接受海岛野外生存训练。2007年，厦门市政府编制《厦门市大离浦屿周边海域控制性详细规划》，意图将大离浦屿作为“海上旅游项目”进行合理开发。
2020年代初，厦门市政府就大离浦屿、鳄鱼屿等六个无居民海岛，开展垃圾整治工作，并将此举视作生态保护修复的一环。
出于生态保护的需要，大离浦屿限制个人登岛。2021年6月25日，某公司组织62名员工，前去大离浦屿开展团建活动。结果员工在岛上搭建帐篷的时候，被厦门市海洋综合行政执法支队制止，全部人员均被驱离出岛。